# بارتنه
بارتنه (به لهستانی:  Bartne) یک روستا در لهستان است که در گمینا سنکووا واقع شده‌است. بارتنه ۱۹۰ نفر جمعیت دارد.